# قشلاق قره دره حاجی علیش
قشلاق قره دره حاجی علیش یک روستا در ایران است که در استان اردبیل واقع شده‌است. قشلاق قره دره حاجی علیش ۵۴ نفر جمعیت دارد.